# D-MER
D-MER(Dysphoric milk ejection reflex)는 젖분비 여성의 분비 구조 이상을 가리킨다. D-MER이 있는 젖분비 여성은 젖분비 직전에 순간 불쾌감을 경험할 수 있다. 비공식적으로는 슬픈 젖꼭지 증후군, 슬픈 꼭지 증후군으로도 부른다 여성뿐만 아니라 남성도 생길 수 있다.

## 현상
D-MER이 있는 젖분비 여성은 젖분비 직전에 순간 불쾌감을 경험할 수 있으며 수분 이내로 지속된다. 젖이 나올 때에나 수유 시 처음 젖이 나올 때에만 재발할 수 있다.